# Аргун (династия)
Аргун — династия в Синде и Белуджистане (Пакистан), правившая в 1521—1591 годах. Династия имела монгольское, тюркское или тюрко-монгольское происхождение. Аргуны претендовали на своё происхождение от ильхана Аргун-хана. Династия делилась на две ветви: Аргунскую (родоначальник — Зу-н-Нун бег Аргун), которая правила до 1554 года, и Тархунскую (родоначальник Мухаммад Иса Тархан), которая правила до 1591 года.  
Аргуны претендовали на своё происхождение от ильхана Аргуна. 

## Аргуны — губернаторыКандагара
В конце XV века тимуридский султан Герата Хусейн Байкара назначил Зу-н-Нуна бега Аргуна губернатором Кандагара. Зу-н-Нун бег вскоре начал игнорировать власть центрального правительства в Герате и примерно в 1479 году он начал расширять свои владения в направлении Белуджистана, захватив Пишин, Шал и Мустанг. В 1485 году его сыновья Шах бег Аргун и Мухаммад Муким Хан также захватили город Сиби у династии Самма из Синда, хотя это приобретение было лишь временным.
В 1497 году Зу-н-Нун бег поддержал восстание сына Хусейна Байкара Бади аз-Замана против своего отца. Зу-н-Нун бег, который выдал свою дочь замуж за Бади аз-Замана Мирзу, впоследствии получил видное положение в правительстве последнего после смерти в 1506 году Хусейна Байкары . Узбеки под предводительством Мухаммада Шайбани вторглись в Хорасан вскоре после восшествия на престол Бади аз-Замана Мирзы. В 1507 году Зу-н-Нун Бек был убит в битве против узбеков, а его владения унаследовали его сыновья Шах Бег и Муким.

## Войны с Бабуром
В конце концов Аргуны уступили своим владения в Афганистане тимуридскому султану Бабуру (1483—1530), который был изгнан узбеками из Мавераннахра и направился на юг, в правление Хусейна Байкары. В 1501/1502 году Муким мирным путем добился покорения Кабула, в котором после смерти его правителя Улугбека-мирзы царил хаос . Это было оспорено Бабуром, который осадил и взял город в 1504 году. Муким вынужден был отступить в Кандагар.
После смерти Зу-н-Нуна бега Бабур решил, что пока Шах Бег и Муким остаются в Кандагаре, они будут представлять для них угрозу. В 1507 или 1508 году он напал на них, но братья смогли сохранить свои владения, согласившись подчиниться Мухаммеду Шейбани. В последующие годы Бабур проводил свое время в борьбе с узбеками в попытке вернуть Самарканд, давая Шаху бегу и Мукиму некоторую передышку.
Однако Шах-Бек Аргун, похоже, понимал, что в долгосрочной перспективе удержать Кандагар против Бабура будет невозможно. В 1520 году, в надежде создать новую базу власти, он вторгся в Синд, где начал борьбу с местной династией Самма. Шах Бег разгромил армию местного правителя Джама Фероза и разграбил Татту. Обе стороны согласились на мир, где Шах-бег получил верхнюю половину Синдха (столица — Татта), в то время как династия Самма сохранила Нижний Синд (Буккур). Джем Фероз почти сразу же нарушил это соглашение, но был разбит Шахом бегом и вынужден бежать в Гуджарат. Это ознаменовало конец правления династии Саммы в Синде, поскольку Шах-бег получил контроль над всем регионом.

## Династия Аргун в Синде

### Ветвь Аргун
В 1522 году Бабур взял Кандагар после длительной осады и присоединил к своим владениям. После этого Шах Бег Аргун (1465—1524) сделал Буккур (Нижний Синд) своей официальной столицей. Он умер в 1524 году, и его преемником стал его сын Шах Хусейн. Шах Хусейн прочитал хутбу на имя Бабура и напал на владения племени лангах в Мултане. В 1528 году после длительной осады Мултан пал. Шах Хусейн посадил в Мултане своего наместника и вернулся в Татту. Через некоторое время спустя его наместник был изгнан, но Шах Хусейн не пытался больше вернуться в Пенджаб.
В 1540 году в Синд прибыл могольский падишах Хумаюн, старший сын и преемник Бабура, который был изгнан из Северной Индии Шер-шахом Сури. Хумаюн умолял Шаха Хусейна оказать помощь в борьбе против Шер-шаха Сури, но не смог убедить его сделать это. Спустя некоторое время после этого Хумаюн попытался отвоевать Синд у Шаха Хусейна, но последний отстоял свои владения. Император Великих Моголов в конце концов согласился покинуть Синд и направился в Кандагар в 1543 году.
Шах Хусейн становился все более неспособным править, поскольку он приближался к концу своей жизни. Из-за этого знать Синда решили избрать своим правителем в 1554 году Мирзу Мухаммада Ису Тархана, представителя старшей ветви династии Аргунов. Шах Хусейн скончался бездетным в том же 1556 году.

### Тарханская ветвь
Во время гражданской войны между Шахом Хусейном и Мухаммедом Исой Тарханом последний направил просьбу о помощи португальцам в Бассейн. Отряд в 700 человек под командованием Педро Баррету Ролима приплыл в Татту в 1555 году, где португальцы узнали, что Мухаммед Иса Тархан уже победил в конфликте и не нуждается в их помощи. Взбешенные отказом наместника Татты заплатить им, португальцы разграбили беззащитный город и убили несколько тысяч человек.
Мухаммед Иса Тархан (1556—1567) вскоре был вынужден иметь дело с соперничающим претендентом, Султаном Махмудом, которого называли Султан Махмуд Кока. В конце концов он был вынужден заключить мир с Султаном Махмудом. Об соперника согласились, что Мухаммед Иса Тархан будет держать Нижний Синд со своей столицей в Татте, в то время как Султан Махмуд будет править Верхним Синдом из Бахара. В 1567 году Мухаммад Иса Тархан скончался, ему наследовал его сын Мухаммад Баки (1567—1585). Во время правления последнего Верхний Синд был занят и аннексирован могольским императором Акбаром в 1573 году.
Мирза Мухаммад Баки покончил с собой в 1585 году, и его преемником стал его сын Мирза Джанибег (1585—1591). В 1591 году могольский император Акбар послал новую армию, чтобы завоевать Нижний Синд. Джанибег оказал сопротивление, но был разбит моголами, и его княжество было аннексировано. В 1599 году Джанибег умер от белой горячки.